# Вікіпедія мовою ложбан
Вікіпедія мовою ложбан (ложбан uikipidias) — розділ Вікіпедії штучною мовою ложбан. Створена у 2004 році. Вікіпедія мовою ложбан станом на 26 березня 2025 року містить 1338 статей, 18 019 зареєстрованих користувачів, 22 активних дописувачів, 1 адміністратора
. Загальна кількість сторінок у Вікіпедії мовою ложбан — 5788, редагувань — 113 343, мультимедійні файли відсутні
. Глибина (рівень розвитку мовного розділу) Вікіпедії мовою ложбан велика і становить 216.6 пунктів
. 

## Історія
- Серпень 2009 — створена 1 000-на стаття[3].